# 地租条例
地租条例（ちそじょうれい、明治17年3月15日太政官第7号布告）とは、1884年3月15日に公布された太政官布告7号のことで従来の地租改正条例を廃して地租及びその税率の法的根拠とした。全29条。

## 概略
地租改正条例第6条には営業税・印紙税などの増加に随って、将来的には地租を地価の1％にまで引き下げるという規定があり、また地租改正反対一揆や士族反乱、自由民権運動に対応するために同条例の改正や太政官布告によって地価や地租の引き上げが事実上禁止され、地租改正条例で規定されていた1885年に予定されていた地価の改訂すら出来ない状況となっていた。
そこで地租改正の紛糾で混乱した諸規定の整理を名目に、実際には1885年の地価改訂の実施と地租改正条例第6条以下の廃止（地価改訂・地租増徴の制限撤廃）を目的として制定されたものである。1889年には土地台帳制度の見直しに伴って改正が行われた。これによって地租に関する法的整備は一応完成したことになった。
1931年3月31日に税制改革に伴う地租法（課税基準は地価から賃貸価格に改める）が公布され、翌4月1日の同法施行とともに廃止された。

## 経緯
- 1884年3月15日、地租条例を定める。
- 1889年11月30日、地租条例改正公布。開墾鍬下年期を15年から30年に。地目変換の場合の地価修正は即時から5年以内に。地種の格下地価修正の承認など。12月29日、地租条例施行細則公布（大蔵省省令）。
- 1898年6月7日、衆議院、地租増徴案を委員会で否決、本会議に上程、3日間の停会を命じられる。6月10日、自由・進歩両党、提携して地租増徴案を否決。衆議院、解散を命じられる。12月10日、貴族院議員谷干城ら、地租増徴反対同盟会を結成し檄文を発表、12月15日、芝紅葉館で大会を開き、解散を命じられる。12月13日、渋沢栄一ら、東京で地租増徴期成同盟会を組織。12月30日、地租条例改正公布、田畑地租を地価の2.5％から3.3％に増加する、日清戦争後第2次増税の一環。
- 1902年11月2日、首相桂太郎、政友会総裁伊藤博文と会談、地租増徴継続（1898年成立・期限5年）による海軍拡張計画について了解を求める。11月30日、伊藤、桂を官邸に訪問し、増徴継続反対の意見を述べる。12月4日、政友会・憲政本党、それぞれ大会を開き、地租増徴継続は反対を決議。12月6日、第17通常議会召集、12月9日、開会、12月28日、閉会。12月16日、衆議院、増徴継続の地租改正案を否決、本会議に上程、討議中5日間の停会を命じられ、12月20日、さらに7日間の停会。12月25日、桂首相、政友会・憲政本党幹部と会談、地租問題について増租率軽減の妥協案を提示したが物別れに終わる。12月28日、衆議院、地租条例改正案の採決直前に解散を命じられる。
- 1903年1月2日、首相桂太郎、蔵相曾禰荒助とはかり、地租増徴の継続を中止し、海軍拡張費には鉄道建設費を充て、鉄道建設費は公債で充当する方針を内定し、1月25日、閣議決定。2月22日、政友会総裁伊藤博文、桂首相ら閣僚と会見し、政府の財政計画を承認。4月25日、伊藤、同会総務に政府との妥協案を告げる。総裁専断の非難がおこる。5月19日、衆議院、委員会で地租条例改正案を否決、5月21日、3日間の停会を命じられる。この間、5月20日桂首相、政友会総務と正式の妥協交渉を開始。5月24日政友会議員総会、妥協案を承認、以後、6月にかけて妥協および総裁専制に反対し、尾崎行雄・片岡健吉・林有造ら脱党者あいつぐ。
- 1906年4月11日、北海道に地租条例を施行する旨公布（法律）。定率地価の1000分の1。
- 1910年3月25日、地租条例改正公布。
- 1914年3月31日、地租条例改正公布。
- 1926年3月27日、地租条例改正公布。